# Nymphidium heliotis
Nymphidium heliotis är en fjärilsart som beskrevs av Bates 1868. Nymphidium heliotis ingår i släktet Nymphidium och familjen Riodinidae. Inga underarter finns listade i Catalogue of Life.